# Деггендорфская высшая техническая школа
Деггендорфская высшая техническая школа (нем. Technische Hochschule Deggendorf) — высшая техническая школа в баварском Деггендорфе. Основана в 1994 году как Деггендорфский университет прикладных наук. Современное название получила 1 октября 2013 года. Специализируется в области международного бизнес-администрирования, медиатехнологий, при этом уделяя особое внимание уровню практической подготовки студента.

## Рэнкинг
Деггендорфская высшая техническая школа достигла высоких результатов в процессе рэнкинга немецких вузов.
Бизнес Журнал «Karriere»:
Второй лучший университет прикладных наук в Германии
- Бизнес Администрирование
- Инжиниринг

Рэнкинг вузов — немецкий центр развития вузов (Centrum für Hochschulentwicklung (CHE))
Высокие результаты в направлениях:
- Гражданское строительство
- Бизнес-администрирование
- Электротехника и информационные технологии
- Машиностроение
- Информационные технологии в бизнесе

Рабочая группа персонал-маркетинга (Der Arbeitskreis Personalmarketing (dapm))
В рэнкинге приняли участия более 100 университетов Германии, предлагающих программы по бакалавриату. Программы тестировались по критериям социальная и практическая компетентность студента, а также международная ориентация программы. Программа «Международный менеджмент» предлагаемая в Деггендорфе, получила три звезды из трех возможных тем самым признана одной из лучших программ по бакалавриату в Германии.

## Международная ориентированность

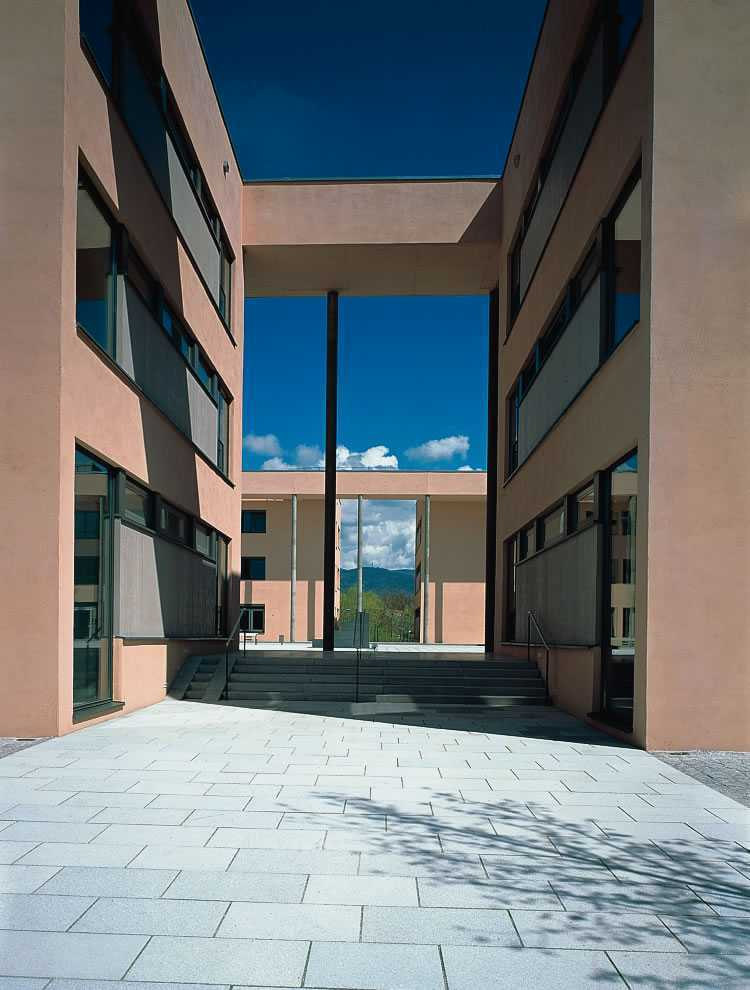
Деггендорфская высшая техническая школа

Одной из основных целей университета является развитие сотрудничества с университетами других стран. В данный момент в университете проходят обучения студенты из более чем 50 стран. Деггендорфская высшая техническая школа поддерживает партнерские отношения с университетами следующих стран: Австралия, Австрия, Бельгия, Бразилия, Великобритания, Венгрия, Гонконг, Греция, Дания, Ирландия, Испания, Италия, Кипр, Китай, Южная Корея, Латвия, Мексика, Нидерланды, Норвегия, Польша, Португалия, Румыния, Словакия, США, Турция, Финляндия, Франция, Чехия, Швеция.

## Бакалавр/Диплом программы
- Бизнес-администрирование
- Международный менеджмент
- Информационные технологии в бизнесе
- Гражданское строительство
- Электротехника и Информационные технологии
- Медиатехнологии
- Машиностроение
- Механотроника

## Магистр-программы
- Магистр Бизнес Администрирования — Менеджмент в области здравоохранения
- Магистр Бизнес Администрирования — Менеджмент
- Магистр Бизнес Администрирования — Организация и развитие персонала
- Магистр Бизнес Администрирования — Основание и развитие предпринимательства
- Магистр Бизнес Администрирования — IT Менеджмент и информационные системы

## Исследовательская работа
- 1: оптические технологии, measurement engineering and production
- 2: информатика, коммуникация и медия
- 3: микроэлектроника, микросистемотехника
- 4: сырье
- 5: окружающая среда
- 6: электронный бизнес, онлайн образование
- 7: стратегия, контроль, развитие и организация

## Удобства

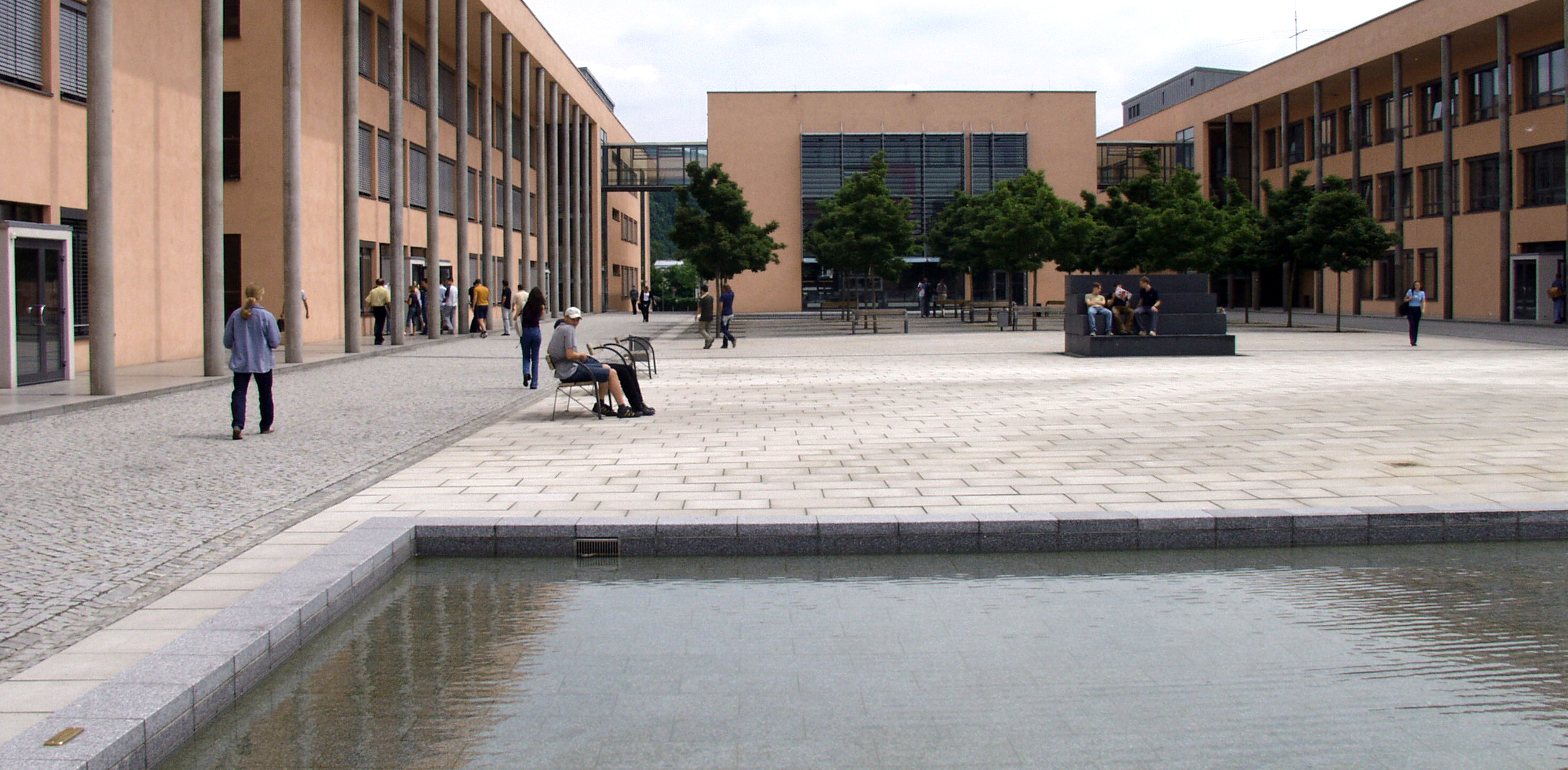
Кампус Деггендорфской высшей технической школы

Вуз оснащен всеми необходимыми условиями для студента.
- Карьера-центр
- Международный центр
- Лингвистический центр
- Библиотека
- Компьютерное оборудование
- Услуги студентам
- Спорт